# Censorshit

Censorshit est une chanson du groupe punk rock américain The Ramones d'une durée de 3 min 13 s. Elle ouvre leur album Mondo Bizarro, sorti en 1992.
Elle fut écrite par Joey Ramone au sujet du Parents Music Resource Center.